# Built-in test equipment
Unter einem Built-In Test Equipment (kurz BITE, wörtlich „eingebaute Testausrüstung“, Eigendiagnosesystem) werden zusätzliche Geräte oder Systemkomponenten in einem Gesamtsystem verstanden, welche Wartungsinformationen und Zustandsinformationen im Rahmen von eingebauten Testfunktionen sammeln und Möglichkeiten zur Auswertung und Klassifizierung dieser Informationen bieten. Sie erleichtern die korrekte Funktionsweise des Gesamtsystems zu überprüfen und zu überwachen und in manchen Fällen ermöglichen BITE automatisiert auf auftretende Probleme zu reagieren. Die vom BITE gesammelten Daten werden unter anderem für die Instandhaltung (Wartung) des Gesamtsystems benötigt, darüber hinausgehend können auch statische Auswertungen über Ausfälle und das frühzeitige Erkennen möglicher Probleme einzelner Komponenten erfolgen.
BITEs werden in sicherheitskritischen Systemen wie in der Avionik eingesetzt, um den Zustand eines Flugzeugs kontinuierlich zu erfassen. Die über BITE gesammelten Daten werden im Bereich der laufenden Flugzeugwartung verwendet. Physisch kann BITE als eine eigenständige Einheit realisiert sein, die von dem Rest des Systems abgegrenzt ist und über eigene Schnittstellen Statusinformationen abfragt oder Tests durchführt. Alternativ kann es auch im Gesamtsystem als funktionelle verteiltes BITE realisiert sein.

## Anwendungsbeispiele

### Radarsystem

In der Totzeit zwischen der Empfangszeit und dem nächsten Sendeimpuls werden Testroutinen vom BITE durchgeführt.

Bei einem Radarsystem darf der Sender nicht eingeschaltet werden, wenn die Prüfschaltungen der Antenne eine Fehlfunktion melden. Wenn der Sender arbeitet, wird ein Teil der Sendeleistung über Richtkoppler ausgekoppelt, gleichgerichtet und die Amplitude dieses Signals durch Komparatoren gemessen und der Wert an den Radar Data Processor gesendet. Ebenso werden alle Betriebsspannungen und Taktimpulse für das Radargerät überwacht.
Während des Betriebes des Radargerätes werden in der Totzeit durch den BITE Prüfsignale in die Antenne eingespeist, die den gesamten Signalverarbeitungsweg von der Antenne bis zum Sichtgerät durchlaufen und deren Vorhandensein und deren Größe an Zwischenpunkten wie zum Beispiel dem Empfängerausgang geprüft wird.
Bei Feststellen einer defekten Baugruppe oder eines fehlenden Signals wird diese Information dem Bediener auf dem Radarschirm angezeigt. Einige Radargeräte können selbständig das System umkonfigurieren, um trotz des Defektes eine Weiterarbeit in den Kernaufgaben zu ermöglichen.

### Avionik
Avioniksysteme sind durch modularen Aufbau und möglichst unabhängigen Aufbau gekennzeichnet, die bestimmte Aufgaben wie beispielsweise die Flugsteuerung umfassen. Die dafür nötigen Teilsysteme wie Sensoren oder Aktuatoren, die eigentliche elektronische Flugsteuereinheit, Anzeigen für den Piloten etc. werden in der Avionik als Line-Replaceable-Unit (LRU) bezeichnet. Die einzelnen LRUs sind über definierte Schnittstellen verbunden und unabhängig austauschbar. Die LRU einer elektronischen Flugsteuereinheit unterteilt sich im einfachen und konventionellen Fall in der Hardware weiter in die Einheiten:
- Ein- und Ausgangsschnittstellen
- Steuereinheit mit Mikroprozessor und Software für die Flugsteuerung
- Stromversorgung
- Built-In Test Equipment (BITE)

Das BITE dient in diesem Fall der Überwachung und sammeln von Diagnoseinformationen über die Flugsteuereinheit.